# Bernard Wiechuła
Bernard Augustyn Wiechuła  ps. „Maruda” (ur. 30 lipca 1920 w Katowicach zm. 7 czerwca 2000 w Hamilton, Ontario) – cichociemny, porucznik AK.

## Życiorys
Instruktor Śląskiej Chorągwi ZHP. 29 stycznia 1940 r. wraz z bratem bliźniakiem Ludwikiem opuścił Katowice udając się do Wojska Polskiego we Francji, gdzie zaciągnął się do 2 batalionu saperów z 2 Dywizji Strzelców Pieszych. Od czerwca służył  w 1 Samodzielnej kompanii saperów 1 Brygady Strzelców w Wielkiej Brytanii oraz ukończył Szkołę Podchorążych Piechoty i Kawalerii. Po szkoleniu dywersyjnym przewidzianym dla cichociemnych 4 sierpnia 1943 r. został zaprzysiężony na rotę Armii Krajowej w Oddziale Specjalnym (VI) Sztabu Naczelnego Wodza.
Zrzucony nocą 16/17 września 1943 r. wraz z por. Mirosławem Kryszczukajtisem „Szarym” na placówkę odbiorczą „Obraz” pod Tłuszczem w pow. radzymińskim. Instruktor Kedywu w Okręgu AK Kielce, następnie w oddziale partyzanckim „Marcina” w Inspektoracie Częstochowskim. Od września 1944 r. oficer do specjalnych zleceń i dowódca plutonu saperów w oddziale partyzanckim „Szarego” (II batalion 3 pułku piechoty Legionów).
Od 24 maja 1945 r. w Wielkiej Brytanii. W latach 1945–1950 studiował na Uniwersytecie w Leeds, Yorkshire i uzyskał doktorat z inżynierii.  10 maja 1952 roku, po dwuletniej pracy w British Ceramic Association wyemigrował do Kanady. W Kanadzie pracował w Montrealu, Que i Sarnii. 1 sierpnia 1985 roku po 30 latach pracy w przemyśle naftowym przeszedł na emeryturę.

## Odznaczenia
- Krzyż Walecznych – czterokrotnie,
- Krzyż Czynu Bojowego Polskich Sił Zbrojnych na Zachodzie,
- Medal Wojska,
- Krzyż Armii Krajowej,
- Krzyż Partyzancki,
- franc. Medal Pamiątkowy Wojny 1939-1945,
- bryt. Medal za Odwagę w Sprawie Wolności,
- bryt. Medal Obrony,
- bryt. Medal Wojny 1939–1945,
- Odznaka Honorowa Żołnierza AK Korpusu Jodła,
- Odznaka Honorowa Żołnierza 3 pp Leg. AK.